# Melaleucia
Melaleucia là một chi bướm đêm thuộc họ Erebidae.

## Các loài
- Phân chia Melaleucia Hampson, 1900
  - Melaleucia uparta Fibiger, 2008
  - Melaleucia tertia Fibiger, 2008
  - Melaleucia obliquifasciata (Hampson, 1896)
- Phân chi Contrasta Fibiger, 2008
  - Melaleucia leucomera (Hampson, 1926)